# Tatumbla
Tatumbla är en kommun i Honduras.   Den ligger i departementet Departamento de Francisco Morazán, i den sydvästra delen av landet, 16 km sydost om huvudstaden Tegucigalpa. Antalet invånare är 4 702. Arean är 81 kvadratkilometer.
Terrängen i Tatumbla är huvudsakligen kuperad, men söderut är den bergig.